# Naturschutzgebiet Hausschlade
Koordinaten: 51° 9′ 8″ N, 7° 59′ 22″ O
Die Hausschlade ist ein 22,23 ha großes Naturschutzgebiet auf dem Gebiet der Stadt Attendorn und der Gemeinde Finnentrop im Kreis Olpe in Nordrhein-Westfalen. Es liegt westlich der Lenne nördlich des Attendorner Ortsteils Borghausen und südlich des Ortes Bamenohl.  Es wurde 2003 im Rahmen der Aufstellung des Landschaftsplanes Attendorn-Heggen-Helden einstweilig sichergestellt und 2006 vom Kreistag mit dem Landschaftsplan Nr. 3 Attendorn-Heggen-Helden ausgewiesen. Das NSG ist eine von zehn Teilflächen des Fauna-Flora-Habitat-Gebietes Kalkbuchenwälder, Kalkhalbtrockenrasen und -felsen südlich Finnentrop (DE-4813-301).

## Bedeutung
Bei NSG handelt es sich um ein Waldgebiet mit Kalksteinfelsen und zwei ehemaligen Steinbrüchen. Nach dem Fachinformationssystem des Landesamtes für Natur, Umwelt und Verbraucherschutz Nordrhein-Westfalen handelt es sich um einen überregional bedeutsamen Lebensraum und eine Lebensstätte seltener und gefährdeter Tier- und Pflanzenarten. Das Gebiet zeichnet sich durch artenreichen Rotbuchen- und Schluchtwald aus. Im NSG finden sich auch Felsblockschutthalden.
Die Buchenwälder liegen an vorwiegend ostexponierten Hängen. Es sind im Buchenwald Altersklassen vom Stangenholz bis zum starken Baumholz vertreten. Das pflanzensoziologische Spektrum reicht von Hainsimsen-Buchenwald ganz im Norden über artenreiche Kalkbuchenwälder bis hin zum Orchideen-Buchenwald im Südosten. Der Orchideen-Buchenwald findet sich nur kleinflächig. Im Gebiet sind auch Parzellen mit Rotfichte und Eiche vorhanden.
Eine Besonderheit am Unterhang einer Blockschutthalde im Nordosten Ahorn-Eschen-Schluchtwald. In der Baumschicht des Schluchtwalds dominiert Sommerlinde, Esche, Buche und Bergahorn. Selten findet sich die Bergulme im Schluchtwald. Eschen und Buchen erreichen Brusthöhendurchmesser (BHD) von bis zu 1,0 m. Zahlreiche Stockausschläge im Schluchtwald deuten auf eine ehemalige Niederwaldnutzung hin. Die Krautschicht ist artenreich. Die  bis zu 7 m hohen Einzelfelsen sind mit Streifenfarn und Tüpfelfarn bewachsen. In einem weiteren Schluchtwald mit großem Hirschzungen-Vorkommen befindet sich im Umfeld einer steilen bis zu 12 m hohen Felswand. In der Baumschicht dieses Schluchtwalds dominieren Bergahorn und Esche. Vereinzelt treten auch hier sehr alte Bäume auf, u. a. Esche mit BHD von 1,0 m. Die Hirschzunge ist sowohl an den Felswänden als auch am Fuß der Felswand in den Blockschutthalden zahlreich anzutreffen. Auch das Silberblatt kommt in großen Beständen vor. Die Felswand des nördlichen ehemaligen Steinbruchs hat bis zu 20 m hohen Felswände. Durch Gehölzaufwuchs auf der Steinbruch-Sohle und in der Felswand sind die Feldwandbereiche zum Teil beschattet. Die Felswand ist teilweise mit Farnen und Moosen bewachsen. An einer Stelle der Felswand wächst das seltene Wimper-Perlgras. Auf der Steinbruchsohle wachsen nährstoff- bzw. wärmeliebende Saumarten. Am Fuß der Felswand wurde früher auf Teilflächen Klärschlamm abgelagert. Auf diesen Flächen hat sich die Große Brennnessel dominant ausgebreitet. Am Rand der ehemaligen Zuwegung bindet sich ein Bestand des Kleinen Wintergrüns.
Im NSG wurden an seltenen Tierarten der Uhu, der Rotmilan und die Weinbergschnecke nachgewiesen.